# Bob Baxter
Robert Anderson Baxter, detto Bob (Tullycar, 1859 – 10 ottobre 1930), è stato un calciatore nordirlandese, di ruolo difensore.

## Palmarès

### Club

#### Competizioni nazionali
- Irish Cup: 3

Lisburn Distillery: 1883-1884, 1884-1885, 1885-1886